# Peter Harper (pilote automobile)
Pour les articles homonymes, voir Peter Harper.
Peter Charles Edward Harper, né le 25 novembre 1921 et mort le 26 août 2003, est un pilote de rallyes et de courses sur circuits anglais.
Il sert dans la Royal Air Force durant la Seconde Guerre mondiale et, débutant les compétitions de rallyes en 1947, ne cesse ses participations que trente ans plus tard, en 1967. Il est fournisseur de véhicules automobiles pour le groupe Rootes (avec lesquels il participe à de nombreuses courses), ainsi que pour BMW et Alfa-Romeo, pour des concessionnaires de la région du Hertfordshire, autour de Stevenage.
En 1953, il gagne l'East Anglian MC Clacton Rally sur Sunbeam-Talbot. En 1956, il termine troisième le Rallye Monte-Carlo sur Sunbeam (copilote David Humphrey) et  cinquième de cette épreuve en 1958 (avec P. Elbra).
Harper remporte le Rallye de Grande-Bretagne en 1958 sur Sunbeam-Rapier, avec le docteur Bill Deane pour copilote.
Il termine par ailleurs fréquemment vainqueur de classe au Rallye Monte-Carlo (y remportant plusieurs fois le Stuart Trophy du meilleur véhicule britannique, et  la Antony Noghes Cup du meilleur pilote britannique), et est vice-champion de Grande-Bretagne de voitures de tourisme en 1962, sur Sunbeam Rapier derrière John Love.
Il participe aux 24 Heures du Mans en 1961, 1962 et 1963 sur Sunbeam Talbot, terminant la course à chaque fois, ses meilleurs classements étant 15e et 16e; il finit également 2e de la catégorie tourisme dans le Tour de France automobile de 1964, sur Ford Mustang.
En 1974, il participe au Championnat du monde de Formule 1 en louant, pour le compte de son écurie Team Harper, une Token confiée à David Purley.
En 1994, il est élu membre permanent du Club des pilotes de voitures de course britanniques.